# Crise russo-géorgienne de 2006
Les relations entre Tbilissi et Moscou, déjà altérées depuis plusieurs années, se sont fortement détériorées à la suite de l'arrestation le 27 septembre sur le sol géorgien de quatre officiers russes accusés d'espionnage. Cette arrestation intervient quelques jours après l'adoption d'un plan de coopération entre l'OTAN et la Géorgie. La tension atteint son paroxysme une semaine après les événements. Le 5 octobre, le président russe dément les rumeurs faisant état d'un éventuel conflit armé.

## Histoire
23 novembre 2003, la Révolution des Roses force à la démission le président géorgien Edouard Chevardnadze. Le 4 janvier 2004, Mikheil Saakachvili, pro-occidental et non avare de critiques envers Moscou[réf. nécessaire], est élu à la présidence géorgienne.
Le 18 septembre 2006, les négociations s'effectuent entre la Géorgie et l'OTAN dans l'optique d'une adhésion de la Géorgie à l'OTAN.

## Liens et contexte

Carte de la reconnaissance des territoires post-soviétiques par la Russie en 2018 : Transnistrie, République de Crimée, Abkhazie, Ossétie du Sud et Haut-Karabagh.
Russie
Anciennes républiques socialistes soviétiques
Territoires post-soviétiques ayant déclaré leur indépendance et reconnus par la Russie
Territoires post-soviétiques ayant déclaré leur indépendance et reconnus uniquement par des territoires devenus indépendants, eux-mêmes reconnus par la Russie

Les régions séparatistes géorgiennes d'Ossétie du Sud et d'Abkhazie qui font partie, avec la Crimée et la Transnistrie, du glacis géostratégique russe permettant à Moscou de contrôler y compris militairement sa zone d'influence exclusive ; ces entités se reconnaissent d'ailleurs aussi entre elles. Près d'un million de Géorgiens résident en Russie en tant que travailleurs étrangers. Selon l'organe officiel de recensement de Russie de 2002, 197 934 Géorgiens possèdent la citoyenneté russe. Selon les services de migrations russes, les transferts de devises de Russie vers la Géorgie constitueraient 20 % du PIB géorgien, soit près d'1 milliard de dollars.
La Russie est l'un des plus importants partenaires commerciaux de Géorgie, elle représente à elle seule 15 % du commerce extérieur géorgien. Les autorités géorgiennes accusent Moscou de soutenir les séparatistes et de vouloir annexer les territoires. Présence de deux bases militaires russes en territoire géorgien devant être évacuées en 2008.

## Chronologie

### 27 septembre
Le mercredi 27 septembre 2006, à Tbilissi, une centaine de policiers géorgiens encerclent le quartier général des forces armées russes pour la Transcaucasie. Chota Khizanichvili, un des responsables du ministère géorgien de l'Intérieur confirme l'opération mais se refuse à tout commentaire : « C'est trop important, je ne suis pas habilité à faire des déclarations, le ministre fera une déclaration officielle à 19h00 ». Lors d'une conférence de presse, le ministre géorgien de l'Intérieur Vano Merabichvili qui annonce l'arrestation par les services de contre-espionnage de son ministère, de quatre officiers appartenant aux forces russes pour la Transcaucasie et d'une dizaine de citoyens géorgiens. Vano Merabichvili déclare « Entre autres, quatre officiers de la Direction principale du renseignement russe (GRU) et les personnes qui collaboraient avec eux ont été arrêtés. Ils se sont livrés à des actes d'espionnage sur le territoire de la Géorgie (..) Nous avions des informations selon lesquelles ce groupe préparait une grave provocation. Un autre agent russe se cache actuellement au quartier général local des troupes russes, qui a été bouclé par la police. » 
Les personnes interpellées sont accusées d'avoir recueilli des informations sur les liens entre Tbilissi et l'OTAN, les ressources énergétiques du pays, les infrastructures portuaires et ferroviaires, les partis d'opposition et l'armée. Ils sont également soupçonnés d'être impliqués dans l'organisation de l'attentat de Gori de février 2005 qui avait entraîné la mort de trois policiers géorgiens et fait 23 blessés. Parmi les quatre officiers figurent le colonel Alexandre Sava et le lieutenant-colonel Dmitri Kazantsev, tous deux arrêtés à Tbilissi ; les deux autres officiers ont été arrêtés à Batoumi,,. À Moscou, l'ambassadeur géorgien est convoqué au ministère russe des Affaires étrangères. À l'ambassade de Russie à Tbilissi, l'ambassadeur russe, Viatcheslav Kovalenko, adresse une note diplomatique de protestation au ministère géorgien des affaires étrangères. Dans cette note est écrit « L'ambassade considère la démarche de la Géorgie comme une mesure exceptionnellement inamicale et lourde des conséquences les plus négatives pour les rapports bilatéraux. La Géorgie en assumera l'entière responsabilité ». Le ministre géorgien de la Défense Irakli Okrouachvili annonce que l'encerclement du siège des forces russes se poursuivra tant que le cinquième officier recherché, le lieutenant-colonel Konstantin Pitchouguine, n'aura pas été remis aux autorités géorgiennes.

### 28 septembre
Le jeudi 28 septembre 2006, à Ioujno-Sakhalinsk lors d'un entretien avec les journalistes, le ministre russe des Affaires étrangères Sergueï Lavrov fait part de sa volonté de porter l'affaire devant le Conseil de sécurité des Nations unies. Il déclare : « Nous exigeons la libération immédiate de nos ressortissants et nous l'obtiendrons par tous les moyens dont nous disposons (...) Tout cela ne peut être considéré que comme le dernier exemple en date d'une politique anti-russe »,.
À Tbilissi, le porte-parole du ministère géorgien de l'Intérieur annonce qu'au total cinq officiers et un chauffeur militaire russes ont été interpellés et qu'ils seront inculpés le lendemain. À l'aéroport militaire de Tchkalovskï, le ministre russe de la Défense Sergueï Ivanov accuse le gouvernement géorgien de vouloir « porter la confrontation au point critique. » Il ajoute : « Les actions des autorités géorgiennes dépassent complètement l’entendement (...) Les chefs d’accusations sont débiles et complètement inventés (...) L'atmosphère en Géorgie rappelle l'année 1937. » Demandant expressément la libération des cinq officiers russes, Mr Ivanov assure que la réponse de Moscou sera « appropriée et responsable »,. À l'ambassade de Russie à Tbilissi, Mikhaïl Svirine, porte-parole de l'ambassade russe, indique que l'ambassade russe ne délivrera plus aucun visa aux citoyens géorgiens. Le ministre géorgien de l'Intérieur Vano Merabichvili déclare avoir mis à la disposition de la presse les enregistrements audio et vidéo témoignant des activités d'espionnage auxquelles se seraient livrés les officiers russes. À Moscou, le ministre de la Défense Sergueï Ivanov accuse les autorités géorgiennes d'avoir passé à tabac six soldats et un officier subalterne russes interpellés à Batoumi la nuit précédente, ajoutant que les militaires ont été relâchés vers trois heures du matin. Le ministère géorgien de la Défense confirme les arrestations mais dément tout passage à tabac. Le ministère russe des Affaires étrangères rappelle pour consultation l'ambassadeur russe et annonce l'évacuation partielle du personnel diplomatique présent en Géorgie. Un diplomate russe confirme qu'une partie du personnel et des familles de diplomates sera évacuée par avion dès le lendemain. La Russie saisit le Conseil de sécurité des Nations unies. L'ambassadeur russe à l'ONU Vitali Tchourkine qualifie les arrestations de « provocations » « inacceptables et dangereuses » et demande aux nations « d'appeler les autorités géorgiennes à faire preuve de retenue »,.

### 29 septembre
Le vendredi 29 septembre 2006, le ministre géorgien de l'Intérieur annonce la libération d'un militaire russe présenté comme le cinquième officier interpellé la veille. Plus tard, Vano Merabichvili indiquera que la personne relâchée, Rouslan Skrylnikov, n'est pas un officier russe mais un citoyen géorgien engagé sous contrat comme chauffeur à la base militaire russe de Batoumi. Les deux officiers russes et les dix Géorgiens écroués à Tbilissi sont accusés respectivement d'espionnage militaire et de crime de haute trahison. Le tribunal de Tbilissi ordonne leur détention provisoire pour deux mois. Les deux autres officiers russes et sept Géorgiens détenus à Batoumi sont inculpés des mêmes chefs d'accusation,,. 
La première vice-présidente de la Douma, Lioubov Sliska, évoque la possibilité que soit votée une résolution imposant des sanctions économiques et financières contre la Géorgie. Deux avions-cargos Illiouchine avec à leur bord, l'ambassadeur russe, des ressortissants et des membres du consulat russes décollent du sol géorgien à destination de Moscou. Le président géorgien Mikheil Saakachvili qualifie cette évacuation d'« hystérie » et ajoute : « Les personnels russes et leurs familles ne sont confrontés à aucune menace ici. » À Portoroz, Slovénie, Sergueï Ivanov, ministre russe de la Défense, accuse certains pays d'Europe de l'Est membres de l'Alliance de fournir illégalement à la Géorgie des armes et des munitions datant de l'ère soviétique. Il reproche à la Géorgie de vouloir chasser les militaires russes de son territoire pour mettre en œuvre une « solution militaire » dans les conflits régionaux d'Abkhazie et d'Ossétie du Sud. Le secrétaire général de l'Otan Jaap de Hoop Scheffer lance « aux deux parties un appel à la modération et à la désescalade » et précise : « l'Otan ne joue pas un rôle direct dans cette affaire (...) il s'agit d'une question bilatérale ». Vitali Tchourkine, ambassadeur russe à l'ONU, demande le vote d'une résolution condamnant « les sérieuses provocations lancées dernièrement par les autorités géorgiennes. » Les États-Unis, par l'intermédiaire de leur ambassadeur John Bolton, s'opposent à la proposition russe déclarant avoir « de nombreuses difficultés avec le texte. » Après une journée de discussion et d'importantes modifications apportées au texte, l'ambassadeur américain propose une nouvelle résolution refusée par la Russie. Vitaly Tchourkine déclare à la fin de la séance : « les propositions et amendements américains dénaturaient le texte (...) et rendaient l'acceptation d'une déclaration présidentielle impossible ».

### 30 septembre et après
Le samedi 30 septembre 2006, le conseiller de l'ambassade de Russie, Ivan Volynkine, annonce l'évacuation dans la journée de tous les diplomates russes présents sur le sol géorgien, sauf deux. Le général russe Alexandre Baranov, commandant de la région militaire de Ciscaucasie, suspend jusqu'à nouvel ordre le plan de retrait, amorcé en mai 2006 et devant s'achever en 2008, des forces russes présentes en Géorgie. 
Le 1er octobre, le président russe Vladimir Poutine qualifie les arrestations de « terrorisme d’État avec prise d’otages » et dénonce l'influence des « sponsors étrangers » de la direction géorgienne, accusant ainsi à mots couverts l'Otan et les États-Unis. Le lundi 2 octobre, la Russie impose un embargo total sur les liaisons ferroviaires, maritimes, aériennes et postales vis-à-vis de la Géorgie. Le même jour, le président géorgien Mikheil Saakachvili libère les quatre officiers et les remet au président en exercice de l'OSCE. Le 3 octobre, le ministre russe des Affaires étrangères, Sergueï Lavrov, déclare exclure toute levée de l'embargo. Le 6 octobre, 150 Géorgiens en situation irrégulière sont expulsés du territoire russe. Le 11 octobre le service fédéral russe de l’immigration annonce l'expulsion de 119 autres Géorgiens.